# Convent dels Caputxins de Granollers
El Convent de Caputxins era una comunitat de l'Orde dels Germans Menors Caputxins que es va instal·lar a Granollers el 1584 i va desaparèixer amb la desamortització de 1835. El convent va tenir dues localitzacions una de 1584 a 1812 a la Torreta i una altra més propera a la vila de 1812 a 1835.
A finals del segle xvi i conseqüència del creixement de la vila, es va considerar la necessitat d'auxili espiritual i van aparèixer dos convents: Un de mínims el 1578 i un segon de caputxins el 1583. El convent dels caputxins es va instal·lar a l'actual barri de la Torreta al lloc aleshores anomenat Puig Jugador a la serra de Llevant entre la vila i la partida de Valldoriolf. Tot i que era terme del Castell de la Roca, era dins de la parròquia de Sant Esteve de Granollers. S'hi arribava per un trencall a l'esquerra (avui Carrer Uruguay) del camí que sortia del portal de Santa Esperança de Granollers i anava a la Roca. Va ser dedicat a l'Assumpció de la Mare de Déu (popularment Mare de Déu dels Àngels).
Des del temps de la fundació, la vila de Granollers a través del seu clavari feia almoina d'una lliura de carn cada setmana al convent. Al segle xviii el convent rebia almoina de la vila en forma de tres quintars de neu anuals.
El 1603 el P. Fr. Llorenç de Brindisi segurament va visitar el convent de la Torreta com a ministre general de l'orde en la seva visita als convents de Catalunya.
L'any 1640, a Granollers es va s'instal·là un regiment de cavalleria valona en el marc dels allotjaments abusius que portaren a la guerra dels Segadors. Miquel Joan Magarola, regent del consell d'Aragó i propietari de cases i terres al voltant de Granollers, va poder escapar disfressat de vídua de les represàlies de l'avalot aixecat a Barcelona, però el seu fill Jaume fou pres i mort en el Convent del Caputxins de Granollers.
El 13 d'agost de 1787 s'hi va allotjar el viatger Francisco de Zamora.
En el marc de la Guerra del Francès el març de 1812, el cap insurgent Luis de Lacy ordenà al pare guardià que abandonés el convent i es traslladés a la vila perquè l'edifici havia de ser demolit. Els frares es van haver de refugiar a una casa de la cartoixa de Montalegre a Granollers i posteriorment a la Casa March de la Plaça de l'Oli cedida per Josep Ramon de Pinós-Santcliment i Copons, marquès de Barberà.
El 1816 es compra un nou terreny per tornar a edificar el convent. Es tracta d'unes terres al peu de la serra de llevant, al final del carrer que després es dirà de caputxins (i avui Agustí Vinyamata) i que ara són ocupades per la via del tren i el Parc Torras Villà.
El 1821 el govern constitucional uneix el convent al de Sant Celoni. El criteri governamental era que a cada poble només hi restés un convent, en el cas de Granollers, el de mínims.
A la Dècada Ominosa es reprèn la construcció del nou convent i sembla que els frares hi són instal·lats el 1829 encara que no hi ha església.
El 1835 hi ha diferents intents d'atac als convents de Granollers i els frares els abandonen, tant el de caputxins com el de mínims. L'edifici i hort del carrer caputxins és assignat per la Junta Superior de Bienes Nacionales a l'Ajuntament per a la acomodar-hi l'hospital i el cementiri. Aquest va ser l'establiment de l'Hospital-Asil de Granollers fins al 1923 quan es va traslladar als edificis actuals.